# Meridiano 114 oeste
El meridiano 114 oeste de Greenwich es una línea de longitud que se extiende desde el Polo Norte atravesando el Océano Ártico, América del Norte, el Océano Pacífico, el Océano Antártico y la Antártida hasta el Polo Sur.
El meridiano 114 oeste forma un gran círculo con el meridiano 66 este.
Comenzando en el Polo Norte y dirigiéndose hacia el Polo Sur, el meridiano 114 oeste pasa a través de:
| Coordenadas                         | País, territorio o mar   | Notas |
| ----------------------------------- | ------------------------ | --- |
| 90°0′N 114°0′O / 90.000, -114.000   | Océano Ártico            | |
| 77°57′N 114°0′O / 77.950, -114.000  | Canadá                   | Territorios del Noroeste - Isla Brock                                                                                |
| 77°43′N 114°0′O / 77.717, -114.000  | Ballantyne Strait        | |
| 77°19′N 114°0′O / 77.317, -114.000  | Sin nombre               | Pasa justo al oeste de Fitzwilliam Owen Island, Territorios del Noroeste, Canadá                                     |
| 76°54′N 114°0′O / 76.900, -114.000  | Canadá                   | Territorios del Noroeste - Isla Esmeralda                                                                            |
| 76°43′N 114°0′O / 76.717, -114.000  | Sin nombre               | |
| 76°16′N 114°0′O / 76.267, -114.000  | Canadá                   | Territorios del Noroeste - Isla Melville                                                                             |
| 75°28′N 114°0′O / 75.467, -114.000  | Murray Inlet             | |
| 75°3′N 114°0′O / 75.050, -114.000   | Liddon Gulf              | |
| 74°47′N 114°0′O / 74.783, -114.000  | Canadá                   | Territorios del Noroeste - Isla Melville                                                                             |
| 74°31′N 114°0′O / 74.517, -114.000  | Estrecho de McClure      | |
| 73°55′N 114°0′O / 73.917, -114.000  | Canal de Parry           | Viscount Melville Sound                                                                                              |
| 73°13′N 114°0′O / 73.217, -114.000  | Canadá                   | Territorios del Noroeste - Isla Victoria                                                                             |
| 72°48′N 114°0′O / 72.800, -114.000  | Richard Collinson Inlet  | |
| 72°38′N 114°0′O / 72.633, -114.000  | Canadá                   | Territorios del Noroeste - Isla Victoria                                                                             |
| 70°42′N 114°0′O / 70.700, -114.000  | Prince Albert Sound      | |
| 70°17′N 114°0′O / 70.283, -114.000  | Canadá                   | Territorios del Noroeste - Isla Victoria Nunavut - Isla Victoria                                                     |
| 69°15′N 114°0′O / 69.250, -114.000  | Dolphin and Union Strait | |
| 68°23′N 114°0′O / 68.383, -114.000  | Canadá                   | Nunavut - continental                                                                                                |
| 68°14′N 114°0′O / 68.233, -114.000  | Golfo de la Coronación   | |
| 67°58′N 114°0′O / 67.967, -114.000  | Canadá                   | Nunavut - Berens Islands y continental Territorios del Noroeste - pasando a través del Gran Lago del Esclavo Alberta |
| 49°0′N 114°0′O / 49.000, -114.000   | Estados Unidos           | Montana Idaho Utah Arizona                                                                                           |
| 32°14′N 114°0′O / 32.233, -114.000  | México                   | Sonora |
| 31°31′N 114°0′O / 31.517, -114.000  | Golfo de California      | |
| 29°34′N 114°0′O / 29.567, -114.000  | México                   | Baja California Baja California Sur                                                                                  |
| 26°58′N 114°0′O / 26.967, -114.000  | Océano Pacífico          | |
| 60°0′S 114°0′O / -60.000, -114.000  | Océano Antártico         | |
| 73°51′S 114°0′O / -73.850, -114.000 | Antártida                | Territorio no reclamado                                                                                              |